# André Rieu
André Léon Marie Nicolas Rieu (krajše: Andre Rieu), nizozemski violinist in dirigent, 1. oktober 1949, Maastricht, Nizozemska. 
Rieu je lastnik Orkestra Johanna Straussa, ki je največji zasebni orkester na svetu. Z njim je dosegel svetovno slavo, vsako leto z večmesečno turnejo obkroži svet. Prvič je v Sloveniji gostoval leta 2017 v Areni Stožice, ter drugič 18. maja 2018. Velja za kralja valčka tega stoletja.

## Življenjepis
Rodil se je v številčni družini kot tretji izmed šestih otrok. Njegov oče je bil dirigent Limburškega simfoničnega orkestra z Maastricha, tako da je bil mali Andre že od rojstva z glasbo tesno povezan. Pri petih letih je namreč že začel igrati violino, ki jo je kasneje študiral tudi v belgijskem Liegeju in v rodnem Maastrichu. Šolanje je zaključil v Bruslju. 

### Zasebno
Kot svetovljan, ki letno obišče mnoge države govori kar šest jezikov, poleg materne nizozemščine še angleščino, nemščino, francoščino, španščino in italijanščino. 
Poročen je z Marjorie Kochmann, njegova sinova sta Marc in Pierre Rieu. Živi v gradu na obrobju Maastrichta, ki ga je kot otrok obiskoval.

## Koncerti z Orkestrom Johanna Straussa
Leta 1987 je ustanovil Orkester Johanna Straussa, s katerim nastopa po Evropi, Aziji, Severni in Južni Ameriki ter Afriki. Na koncertih Andre vodi orkester z violino, stoječ pred orkestrom. Orkester poleg simfonikov sestavljajo tudi pevci, poleg teh pa še številčno tehnično osebje. Vsak koncert je izpopolnjen v pravo doživetje. Vsak glasbenik ima svoj kostum, prav tako razpolagajo z več različnimi tipi odrov. Največji med njimi je nastal leta 2007. Gre za manjšo repliko dunajskega Schönbrunna, celotna konstrukcija je široka 125 metrov, globoka 30 in visoka 35 metrov. Poleg tega je v scenografiji za orkestrom postavljena plesna dvorana, pred odrom pa sta po dvorani razvrščeni še dve fontani ter drsališča. Oder je tako primeren zgolj za večja prizorišča, navadno stadione. 
Njegove turneje se uvrščajo na lestvice najbolj dobičkonosnih.